# Guru Josh
Paul Dudley Walden (Saint Helier, Jersey, 6 de junio de 1964-Ibiza, España, 28 de diciembre de 2015), más conocido como Guru Josh, fue un DJ, músico, empresario y productor musical británico. Es conocido por su disco sencillo Infinity (1989), que entró en el top 5 de las listas de varios países europeos durante la explosión de la música dance en Inglaterra. Ya bajo el nombre de Guru Josh Project, lanzó una nueva versión del tema en 2008, que alcanzó el puesto número 1 en Francia, Países Bajos e Islandia, además de entrar en el top 10 en otros países.

## Primeros años
Walden era hijo de un dentista de Jersey, Harold Walden. Después de estudiar odontología en 1981, comenzó su carrera como cantante y teclista en el club nocturno Sands en Jersey, actuando bajo el nombre de Syndrone y Animal and His Crazy Organs. Después publicó «Infinity», su tema debut. Poco después, unió fuerzas con los gustos de Seal y Adamski.

## Infinity
En 1989, Guru Josh publicó «Infinity», también conocido como "Infinity (1990s... Time for the Gurú)", del álbum del mismo nombre. La canción alcanzó gran éxito en Europa, especialmente en Alemania, el Reino Unido, Portugal y Austria. La canción fue posteriormente remezclada y relanzada en múltiples ocasiones (el remix más popular por Klaas); sigue recibiendo especial éxito en 2008. En el vídeo musical actúa la modelo alemana Janina Wissler.

## Carrera
La prensa musical quedó descontenta cuando su álbum titulado Infinity, salió a la venta. Las críticas negativas fueron generalizadas; también hacían referencia a las mediocres versiones de Popcorn y Louie Louie. Después de esto, Walden declaró en una entrevista que era simpatizante del Partido Conservador, entonces en el poder, dando por finalizada su carrera, ya que el gobierno estaba en contra de la escena rave, que en un principio le había llevado a hacer música.
Guru Josh sacó algunos sencillos más: Freaky Dreamer, Holographic Dreams, Whose Law (Is It Anyway?) (26 en UK, 12 en Alemania) (todos del 1990) y Hallelujah (en 1991), aunque ninguno llegó a alcanzar la popularidad de su primer sencillo (y único éxito comercial): Infinity, que se reeditó dos veces. Tuvo mucho éxito en Europa, llegó al número 1 en diez países, y ganó bastante dinero.
En 1991 se dedicó a la producción multimedia como impulsor y financiador de Dr Devious and the Wisemen, creando la famosa serie de vídeos Dance In Cyberspace, en colaboración con Darrel Jameson, Guy Labbé, Dave ' Flipping Mental' Evans y Marcus Pennell, entre otros. 
En 2001 en el montaje noise music V/Vm, se incluyeron unas versiones desfiguradas de «Infinity» (con el sobrenombre de «No Time For The Guru»), «Whose Law (Is It Anyway?)» y «Louie Louie» editado en single de 7" como «Infinity: The VVMCPS Abolish Copyright Anthem».
Después de tres años de experimentación sus revolucionarias piezas de arte de cristal en 3-D se exhibieron en noviembre de 2006 en Dubái, Nueva York y Suiza bajo el nombre de Louie Fabrix. Ha recibido el reconocimiento de los más importantes críticos de arte del mundo. En cada exposición, todas las piezas se vendían el primer día a coleccionistas de todo el mundo por grandes cantidades de dinero (desconocidas para un artista novel). Estaba preparando sus nuevas creaciones en su recién construido taller. Además, su equipo estaba preparando una Biblia (RV) de 11 metros con un montaje de luces, sonido y un jacuzzi con luz, para mostrar su nuevo arte en la primera gira mundial de la Galería de Arte en 3-D.dagd.

### Guru Josh Project
En 2007, se formó The Guru Josh Project. Josh, Snakebyte, y el hombre que inspiró el trato, Darren Bailie. En 2008, Infinity fue reeditado como Infinity 2008, que fue remezclada por el DJ alemán, Klaas. 
Tuvo gran éxito, alcanzando un máximo de #1 en Bélgica, Holanda y Francia en individuales Gráficas; Dinamarca Singles Chart, República Checa Airplay Chart, Eurochart Hot 100 y n.º 3 en el UK Singles Chart siendo así el mejor tema house del 2008.

## Muerte
Guru Josh falleció el 28 de diciembre de 2015, en Ibiza, a la edad de 51 años y la causa de la muerte fue declarada como suicidio. Personas de su entorno declararon que era adicto a las drogas y el alcohol, así como también que lidiaba con una depresión después de separarse de su novia.

## Discografía

### Sencillos
| 1989                                  | Infinity (1990s...Time For The Guru)      | 5  | 2  | 5  | 4  | — | 3  | — | —  | — | 5 | — |
| 1990                                  | Whose Law (Is It Anyway?)                 | 26 | 12 | 18 | 14 | — | 30 | — | —  | — | — | — |
| 2008                                  | Infinity 2008 (as Guru Josh Project)      | 3  | 4  | 3  | 2  | 1 | 1  | 8 | 20 | 6 | 3 | 1 |
| 2009                                  | Crying In The Rain (as Guru Josh Project) | —  | —  | —  | —  | — | —  | — | —  | — | — | — |
| 2009                                  | Eternity (as Guru Josh)                   | —  | —  | —  | —  | — | —  | — | —  | — | — | — |
| 2010                                  | Ray Of Sunshine (Guru Josh)               | —  | —  | —  | —  | — | —  | — | —  | — | — | — |
| 2011                                  | Love of Life (as Guru Josh)               | —  | —  | —  | —  | — | —  | — | —  | — | — | — |
| 2012                                  | Infinity 2012 (as Guru Josh)              | —  | 14 | 10 | 16 | — | —  | — | —  | — | — | — |
| "—" denote singles that did not chart |                                           |    |    |    |    |   |    |   |    |   |   |   |